# Tora

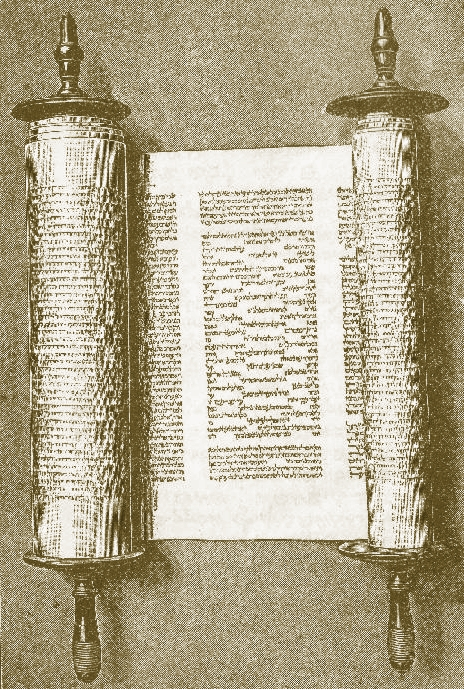
Zwój Tory w języku hebrajskim

Tora (również jid. ‏Tojre‎, hebr. ‏תורה‎ – wskazówka, pouczenie, wtórnie prawo) – pięć pierwszych ksiąg Biblii (stąd także Pięcioksiąg, Pentateuch), najważniejszy tekst objawiony judaizmu. Głównym tematem Tory jest Przymierze pomiędzy Bogiem a narodem żydowskim za pośrednictwem Mojżesza zawarte podczas wędrówki z niewoli egipskiej do Ziemi Obiecanej. Opis kształtowania się narodu i kultu za czasów Mojżesza poprzedzony jest znajdującymi się w Księdze Rodzaju opowieściami o prapoczątkach ludzkości (od Stworzenia do Potopu i Wieży Babel) oraz pradziejach Izraela (dzieje Patriarchów: Abrahama, Izaaka oraz Jakuba i jego synów).
W szerszym znaczeniu – cała Biblia hebrajska (Tora pisana, Tanach) oraz tradycja teologiczno-prawna judaizmu (Tora ustna).

## Znaczenie słowa
Pierwotnie słowo tora oznaczało jednostkową przestrogę lub pouczenie ojca (Prz 1,8; 4,3n i in.) lub kapłana (Ag 2,11nn). Z czasem nabrało ono znaczenia ogólnego, które obejmuje wszystkie przepisy, a ostatecznie odniesione zostało do kompleksu pięciu ksiąg przypisywanych Mojżeszowi.

## Podział
Obecny podział Tory wynika prawdopodobnie ze względów praktycznych – ponieważ zwój pozostawał poręczny jedynie do pewnej objętości, konieczny był podział większego dzieła na mniejsze jednostki. Podział na pięć ksiąg musiał nastąpić stosunkowo wcześnie, gdyż występuje już w przekładzie z III wieku p.n.e., Septuagincie. W skład Tory wchodzą (kursywą transkrypcja nazwy hebrajskiej, w nawiasach chrześcijańskie nazwy polskie i łacińskie):
1. בראשית – Bereszit (tłum. „Na początku"; pl. Księga Rodzaju; łac. Genesis)
2. שמות – Szemot (tłum. „Imiona"; pl. Księga Wyjścia; łac. Exodus)
3. ויקרא – Wajikra (tłum. „I zawołał"; pl. Księga Kapłańska; łac. Leviticus)
4. במדבר – Bemidbar (tłum. „Na pustyni"; pl. Księga Liczb; łac. Numeri)
5. דברים – Dwarim (tłum. „Słowa"; pl. Księga Powtórzonego Prawa; łac. Deuteronomium)
Nazwy hebrajskie stanowią pierwsze słowa danej księgi, nazwy grecko-łacińskie nawiązują do ich kluczowych wydarzeń lub ogólnej treści.

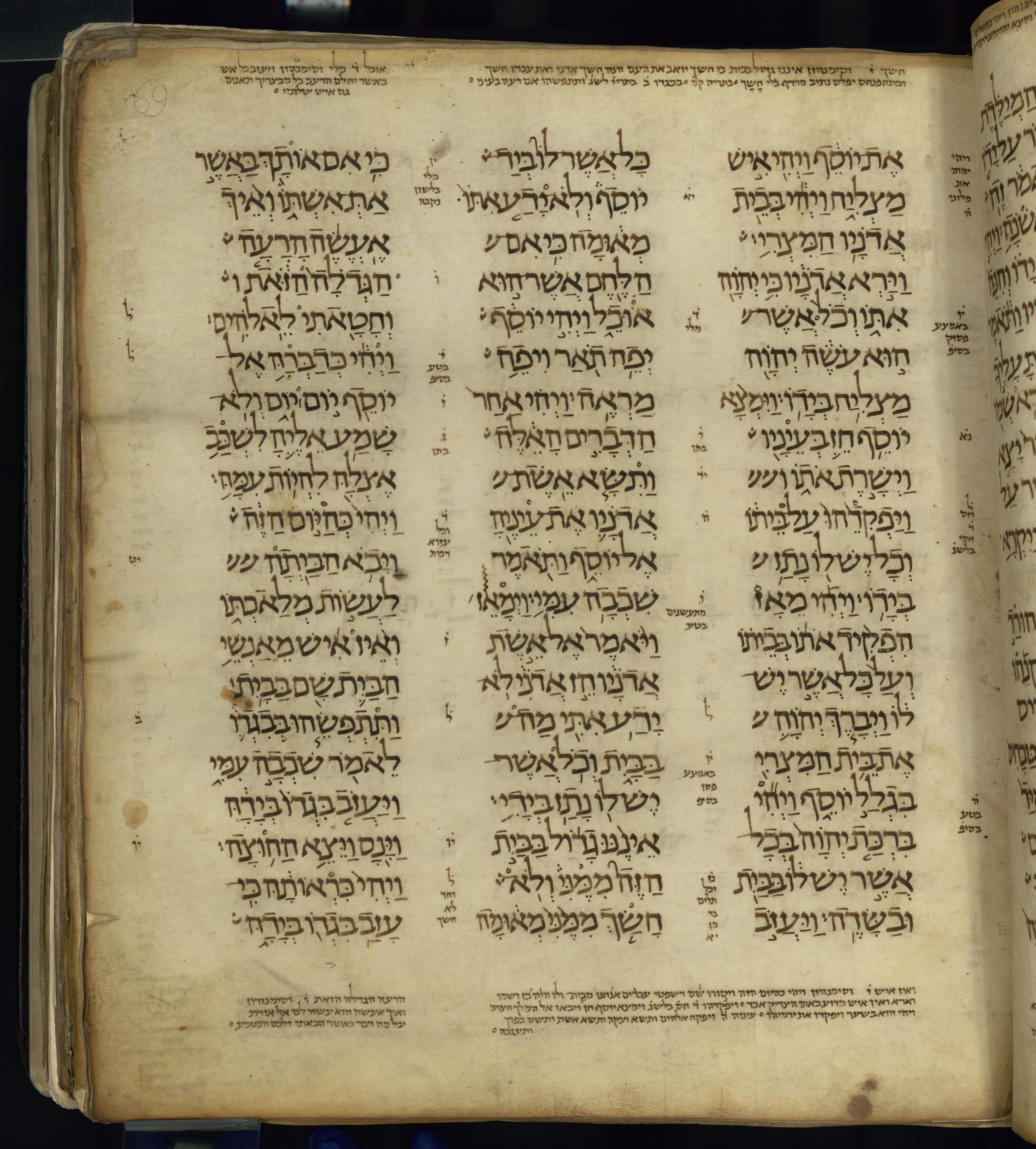
Damaszek Pentateuch, Biblioteka Narodowa Izraela

## Geneza

### Wersja tradycyjna – autorstwo Mojżeszowe
Tradycja żydowska i chrześcijańska widziała w Mojżeszu autora Pięcioksięgu. Stary Testament przypisuje Mojżeszowi autorstwo określonych ustaw (Wj 24,4; 34,27n) czy też Księgi Powtórzonego Prawa (Pwt 31.9.22nn). W sposób wyraźny autorstwo całej Tory przypisywane jest Mojżeszowi w I wieku n.e. przez Filona i Józefa Flawiusza. Nowy Testament nazywa Torę imieniem „Mojżesz”, cytuje z „księgi Mojżesza” (Mk 12,26 i in.) i stwierdza, że Prawo zostało nadane przez Mojżesza (J 1,17).
Z czasem każda próba analizy treści Tory, a później także kompozycji, prowadziła do coraz większych wątpliwości w Mojżeszowe autorstwo całości Pięcioksięgu. Już Talmud przypisywał Jozuemu autorstwo opisu śmierci Mojżesza na końcu Księgi Powtórzonego Prawa (34,1-12). Za pierwszego egzegetę, który zakwestionował autorstwo Mojżeszowe, uznaje się żydowskiego uczonego Abena Ezrę. Podał on kilka wątpliwych miejsc: opis śmierci Mojżesza, odniesienia do Mojżesza w 3 osobie (Pwt 31,22; 27,8; 31,9) oraz kilka innych. W XVI i XVII wieku zastrzeżenia co do Mojżeszowego autorstwa wysuwali A. Karlstadt, a zwłaszcza T. Hobbes, I. La Peyrère, B. Spinoza i R. Simon. Spory na ten temat ciągnęły się do końca XVIII wieku i zostały rozstrzygnięte na gruncie nowożytnej biblistyki, która ostatecznie odrzuciła Mojżeszowe autorstwo Pięcioksięgu.

### Hipoteza czterech źródeł
Opierając się na kryteriach językowych oraz teologicznych, a także na drodze analizy literackiej i analizy zawartych w Pięcioksięgu kodeksów prawnych, bibliści na początku XIX wieku doszli do przekonania, że Pięcioksiąg nie tylko nie mógł zostać napisany przez Mojżesza, ale również musiał mieć wielu autorów, tworzących w różnych epokach i posiadających różne poglądy teologiczne. Sformułowano wówczas szereg hipotez, wyjaśniających proces powstawania obecnego tekstu Pięcioksięgu, które dają się podzielić na trzy typy:
- hipoteza dokumentów (źródeł): Pięcioksiąg powstał przez kompilację kilku kompletnych, niezależnych i paralelnych (a więc opowiadających o tych samych zdarzeniach) dokumentów, powstałych w różnych epokach. Za łączenie dokumentów odpowiadali redaktorzy, którzy starali się zachować charakter oryginału, co przełożyło się na niejednolitość ostatecznego dzieła. Zwolenników tej hipotezy określa się mianem dokumentarystów; w biblistyce polskiej przyjęło się nazywać tę hipotezę hipotezą źródeł, co jest o tyle mylące, że wszystkie hipotezy zakładają jakieś źródła.
- hipoteza fragmentów: Pięcioksiąg powstał w rezultacie połączenia wielu źródeł, będących krótkimi, niekompletnymi narracjami, nie powiązanymi ze sobą w dłuższe historie. Na etapie pośrednim te fragmenty, dotyczące pojedynczych tematów lub postaci, połączono w większe bloki lub cykle narracyjne (stąd też inne nazwy: hipoteza cykli narracyjnych, model bloków). Redaktorzy odpowiadali za stworzenie łączników między narracjami.
- hipoteza uzupełnień: istniał jakiś podstawowy dokument (Grundschrift), który następnie uzupełniano o kolejne przekazy. W ramach tej hipotezy redaktorzy są również autorami, którzy dopisują własne opowieści i interpretacje.

Za sprawą takich uczonych, jak Hermann Hupfeld, Karl Heinrich Graf i Abraham Kuenen, w połowie XIX wieku dominację uzyskała hipoteza dokumentów (czterech źródeł), jednak dziś wiązana jest ona przede wszystkim z imieniem jej najbardziej przekonującego popularyzatora, Juliusa Wellhausena. Owi badacze wyróżnili cztery dokumenty – jahwistyczny (J), elohistyczny (E), deuteronomiczny (D) i kapłański (P) – które stopniowo scalano i redagowano, aż do kanonizacji Pięcioksięgu w jego obecnej formie w okresie perskim. Datowanie dokumentów jest w dużej mierze hipotetyczne. Za punkt odniesienia uznano reformę króla Jozjasza z roku 622 p.n.e., która wprowadziła przepisy prawne i kultowe odpowiadające rozdziałom 12-26 Księgi Powtórzonego Prawa. Ponieważ reforma wprowadzała wyłączny kult Jahwe w Jerozolimie, Wellhausen (i inni przed nim) uznał, że te narracje Pięcioksięgu, które owego kultu nie zakładają, powinny być młodsze. Decydujące znaczenie dla ustalenia chronologii źródeł miały jednak ówczesne poglądy na temat ewolucji religii i kształtu religii pierwotnych. Tym samym Wellhausen zakładał, że religia żydowska przeszła drogę od rodowego kultu boga Jahwe (epoka patriarchów), przez henoteistyczny kult państwowy (reforma Jozjasza) po monoteistyczną religię kontrolowaną przez rody kapłańskie z Jerozolimy (czasy drugiej świątyni). 
O ile Wellhausen zainteresowany był rekonstrukcją literackich źródeł Pięcioksięgu, o tyle jego uczeń Hermann Gunkel (1862-1932) chciał dotrzeć do przedliterackiej tradycji ustnej, która stała za najstarszymi dokumentami źródłowymi Pięcioksięgu – Jahwistą i Elohistą. W opinii Gunkela historie o patriarchach były po prostu rodowymi opowieściami, które J i E opracowali i uczynili wspólną historią wszystkich Izraelitów. Intuicje Gunkela rozwijał Albrecht Alt, który badał relikty epoki patriarchów w tekście Pięcioksięgu.
Duży wpływ na ukształtowanie się hipotezy czterech źródeł w jej klasycznej postaci miał również niemiecki historyk Martin Noth. Noth uważał, że aż do ostatecznej redakcji Pięcioksięgu Księga Powtórzonego Prawa rozwijała się w izolacji od pozostałych dokumentów i stanowiła wstęp do 
deuteronomistycznego dzieła historycznego (DtrH), ciągnącego się aż do Drugiej Księgi Królewskiej. Z tego powodu Noth wolał mówić o Tetrateuchu (Czteroksięgu). W nim Noth wyróżnił pięć bloków tematycznych, które miały istnieć na etapie przekazu ustnego: wyjście z Egiptu, wędrówka po pustyni, wejście do ziemi obiecanej, obietnice złożone patriarchom i przymierze na Synaju (stąd nazwa metody Notha: historia tradycji). Kiedy autorzy J, E i P przystąpili do pracy, dysponowali już utrwalonymi tradycjami. Instytucjonalną podstawą dla tych tradycji miała być zdaniem Notha amfiktionia izraelicka – związek 12 plemion Izraela, których przedstawiciele spotykali się w Jerozolimie. Hipoteza amfiktionii była Nothowi potrzebna aby wyjaśnić, dlaczego idea zjednoczonego Izraela jest obecna już na początku zjednoczonej monarchii, w dokumencie J. Wreszcie, to Noth wyróżnił w obrębie dokumentu kapłańskiego dwie warstwy – główną narracyjną i późniejszy prawny suplement (Ps).
Dyskutowana jest też kwestia kontynuacji źródeł Pięcioksięgu w innych księgach Starego Testamentu. Gerhard von Rad zaproponował ideę Heksateuchu, obejmującego sześć ksiąg (Rdz-Joz). Z kolei Martin Noth, nazywając księgi Rdz-Lb Tetrateuchem, zaliczył Pwt do tzw. deuteronomistycznego dzieła historycznego (Pwt-2 Krl). Oprócz koncepcji jednolitego dzieła deuteronomistycznego istnieją różne jej odmiany. D.N. Freedman zaproponował istnienie wielkiego dzieła historycznego, tzw. Enneateuchu, obejmującego materiał od Rdz do 2 Krl.
Według klasycznej wersji hipotezy źródeł można wyróżnić cztery podstawowe źródła datowane następująco:
| Skrót | Nazwa                                         | Datowanie           | Środowisko                                                                                        | Charakterystyka |
| ----- | --------------------------------------------- | ------------------- | ------------------------------------------------------------------------------------------------- | --- |
| J     | dokument jahwistyczny, Jahwista               | ok. 950 r. p.n.e.   | zjednoczone królestwo w czasach panowania Salomona                                                | autor przedstawia dzieje najdawniejsze, opowieści o patriarchach, historię Mojżesza i wędrówkę po Synaju, osiedlenie się w Kanaanie; najczęściej nazywa Boga imieniem "Jahwe". |
| E     | dokument elohistyczny, Elohista               | ok. 800 r. p.n.e.   | królestwo północne (Izrael); wpłynął na proroków północnych (Ozeasz)                              | dokument obecny szczątkowo w Księdze Rodzaju i Księdze Wyjścia, wcześnie połączony z J; autor nazywał boga imieniem Elohim. |
| D     | dokument deuteronomiczny, (Pra-)Deuteronomium | ok. 622 roku p.n.e. | królestwo południowe (Juda), czasy reformy religijnej króla Jozjasza                              | kodeks praw z Księgi Powtórzonego Prawa, zakładający centralizację kultu w Jerozolimie i zakazujący kultu innych bóstw. |
| P     | dokument kapłański                            | VI w. p.n.e.        | okres niewoli babilońskiej i okres drugiej świątyni; dokument pochodzi ze środowiska kapłańskiego | w okresie niewoli babilońskiej powstaje podstawowy dokument kapłański (Pg), którego treść jest paralelna do treści J; po odbudowaniu świątyni jerozolimskiej Pg zostaje uzupełnione o suplement prawny (Ps), zawierający przepisy kultowe, mające regulować odnowiony kult w Jerozolimie. |
| R     | ostateczny redaktor                           | połowa V w. p.n.e.  | okres drugiej świątyni, redaktor pochodził ze środowiska intelektualnie bliskiego autorom P       | redaktor dołączył dokument D do połączonych wcześniej J, E i P. |

Oprócz autorów hipoteza dokumentów zakłada istnienie redaktorów, którzy odpowiadali za scalanie dokumentów. Dokumenty J i E miały zostać połączone stosunkowo wcześnie, przez redaktora zbliżonego ideowo do J, co tłumaczy szczątkowe zachowanie E w obecnym Pięcioksięgu. Następnie dokument JE miał zostać połączony z dokumentem kapłańskim P, a na samym końcu do JEP dołączono dokument D, który do tej pory rozwijał się niezależnie i według hipotezy Martina Notha stanowił wstęp do deuteronomistycznego dzieła historycznego (DtrH), obejmującego księgi od Powtórzonego Prawa do Drugiej Królewskiej. Jednocześnie elementy deuteronomistyczne we wcześniejszych księgach Tory tłumaczono deuteronomistyczną redakcją dokumentów J i E, do której miało dojść jeszcze przed scaleniem ich z P. 
Fakt, że napotykamy w Pięcioksięgu na paralelne opowiadania, wewnętrzne sprzeczności oraz różnice stylistyczne i terminologiczne, tłumaczony jest więc tym, że dokonując scalenia różnych dokumentów, redaktorzy posługiwali się różnymi strategiami redakcyjnymi. Można to zilustrować na trzech dobrze zbadanych przykładach:
- Księga Rodzaju 1-2:4a oraz 2:4b-3:24 – różne wersje tego samego zdarzenia: Księga Rodzaju rozpoczyna się od dwóch różnych opowieści o tym, jak Bóg stworzył świat[29]. W Rdz 1 Bóg rozpoczyna od stworzenia bezmiaru wód, z którego następnie wyłania lądy, pokrywa je roślinnością, stwarza zwierzęta i wreszcie pierwszą parę ludzi. Całość procesu zamyka się w siedmiu dniach. W Rdz 2 świat jest pustkowiem pozbawionym wody, na którym Bóg zasadza ogród i umieszcza w nim uprzednio stworzonego mężczyznę. Kobietę stwarza później. W Rdz 1 Bóg nazywany jest ogólnym terminem „Elohim” i pozostaje transcendentny względem świata, który stworzył. W Rdz 2 Bóg określany jest mianem „YHWH Elohim”, „Bóg Jahwe” i jest antropomorficzny: „lepi” człowieka z gliny i „dmucha” w jego nozdrza, aby go ożywić, następnie „sadzi” drzewa w ogrodzie i „spaceruje” w nim. Uczeni uważają, że pierwsze z tych opowiadań pochodzi z dokumentu kapłańskiego (P) i reprezentuje rozwiniętą myśl teologiczną z epoki babilońskiej, zainspirowanej warunkami geograficznymi Mezopotamii (świat wyłania się z wody). Drugie opowiadanie jest ich zdaniem starsze i pochodzi z dokumentu jahwistycznego, który w świetle hipotezy czterech źródeł należy do najwcześniejszego etapu rozwoju religii żydowskiej. Fakt, że oba te opowiadania znalazły się w Pięcioksięgu, jest rezultatem arbitralnej decyzji redaktora.
- Księga Rodzaju 6-9 – scalone opowiadania: Opowieść o potopie stanowi przykład innej strategii redakcyjnej: w tym przypadku redaktor nie zdecydował się zestawić dwóch wersji opowieści, lecz połączył je w jedną[30]. Fakt, że mamy do czynienia z połączeniem, widoczny jest w braku spójności obecnej wersji tekstu. Podane są w nim dwie różne przyczyny Potopu (6:5 i 6:11-13), a Bóg (nazywany zarówno „YHWH” jak i „Elohim”) najpierw nakazuje Noemu zabrać na Arkę po jednej parze każdego ze zwierząt (6:19-20), a następnie siedem par zwierząt czystych i jedną nieczystych (7:2); potop trwa 40 dni i 40 nocy (7:4, 12) oraz cały rok (por. 7:11 i 8:13, 14); jego przyczyną jest silny deszcz (7:12; 8:2b) lub kosmiczny kataklizm, wywołamy otwarciem się otchłani nieba (7:11; 8:1-2a). Ponownie, uczeni uważają, że jeden z opisów pochodzi z dokumentu J, a drugi – z tradycji kapłańskiej (P).
- Księga Powtórzonego Prawa a Księga Wyjścia 15-Księga Liczb 10' – różne kodeksy praw': Księga Powtórzonego Prawa rozpoczyna się od rekapitulacji wydarzeń podczas wędrówki Izraelitów po Synaju, które opisane zostały we wcześniejszych księgach. Zawiera ona również Dekalog i prawo, które Mojżesz otrzymał od Boga na górze Horeb. Rzecz w tym, że jest to trzeci z kolei kodeks praw, który Pięcioksiąg przypisuje Mojżeszowi – pierwszy, razem z kolejnym Dekalogiem, został przedstawiony w Księdze Wyjścia 20:18-23:33, drugi, bardzo drobiazgowy, stanowi treść Księgi Kapłańskiej i pierwszych dziesięciu rozdziałów Księgi Liczb[31]. Te trzy kodeksy praw pochodzą z trzech różnych epok i z trzech różnych źródeł (J, P i D), zostały jednak zachowane przez redaktora Pięcioksięgu ponieważ w jego oczach wszystkie miały boskie pochodzenie i były opatrzone autorytetem Mojżesza.

### Historia form i historia tradycji
Komplementarne w stosunku do rozwijanej przez Wellhausena krytyki źródeł (Literaturkritik, stąd w polszczyźnie mówi się o „krytyce literackiej”) podejście zaprezentował Hermann Gunkel, stosując do Pięcioksięgu metodę historii form, pozwalającą określić Sitz im Leben, a więc kontekst życiowy w jakim używany był dany fragment. Pokrewna jej metoda historii tradycji Martina Notha bada przedliteracką historię danych przekazów, dotyczących określonych tematów, które później znalazły swój wyraz w spisanych źródłach Pięcioksięgu. W ten sposób, o ile krytyka literacka wyjaśnia podział podłużny Pięcioksięgu, to historia tradycji wyjaśnia jego podział poprzeczny. W czasach współczesnych niektórzy bibliści (m.in. Rolf Rendtorff) wręcz całkowicie porzucili stosowanie krytyki literackiej na rzecz wyłącznego skupienia się na historii tradycji.

### Krytyka hipotezy czterech źródeł
Za okres przełomowy w badaniach nad genezą Pięcioksięgu uważa się połowę lat 70. XX wieku, kiedy to ukazały się trzy ważne publikacje, których autorzy przedstawili krytykę klasycznej już wówczas hipotezy czterech źródeł. Były to „Abraham in History and Tradition” Johna van Setersa z 1975 roku, „Der sogenannte Jahwist” Hansa Heinricha Schmida z 1976 roku oraz „Das überlieferungsgeschichtliche Problem des Pentateuch” Rolfa Rendtorffa z 1977 roku. Ich autorzy zwrócili uwagę na metodologiczne słabości badań prowadzonych na gruncie hipotezy czterech źródeł, jak również na fakt, że nie uwzględnia ona w sposób satysfakcjonujący przyrostu wiedzy z zakresu historii starożytnego bliskiego wschodu. Przedstawiali również argumenty przeciwko wczesnym datowaniu Jahwisty.
Elementem hipotezy czterech źródeł szczególnie krytykowanym przez van Setersa jest postać redaktora, którą dokumentaryści wprowadzili, aby objaśnić w jaki sposób dokumenty łączone były ze sobą. Ponieważ wyróżnione przez dokumentarystów źródła miały być jednolitymi tekstami, ich wewnętrzne niespójności, ujawnione przez coraz bardziej drobiazgowe analizy, trzeba wyjaśniać zakładaniem kolejnych faz redakcji. Jednocześnie brak jest jasności co do kryteriów pozwalających zidentyfikować aktywność redaktora w obrębie tekstu. W rezultacie redaktorzy służą po prostu wyjaśnieniu wszystkich tych problemów, których na gruncie hipotezy źródeł nie można wytłumaczyć inaczej.
Z największą krytyką spotkała się jednak przyjmowana przez dokumentarystów chronologia źródeł oraz ich tożsamość jako samodzielnych, niezależnych i paralelnych dokumentów. Już w 1933 roku P. Volz i W. Rudolph podważyli istnienie źródła uznawanego w ramach hipotezy dokumentów za E, chociaż ich teza początkowo nie spotkała się z akceptacją. Sam Wellhausen wolał mówić o źródle JE, zakładając, że teksty te połączono w jeden stosunkowo wcześnie i E zachowało się jedynie w szczątkowej formie. Kolejni badacze jeszcze bardziej rozmywali tożsamość E przez przypisywanie mu wszystkich problematycznych miejsc w Księdze Rodzaju, także tych które zawierały imię YHWH. W ten sposób E stało się konglomeratem fragmentów, których nic ze sobą nie łączy. Współcześni badacze kwestionują również istnienie P jako samodzielnego dokumentu w rozumieniu hipotezy źródeł – coraz częściej wskazuje się, że był on raczej redaktorem w rozumieniu hipotezy uzupełnień: redagował i uzupełniał istniejący tekst J o własne narracje. 
Głównym powodem, dla którego klasyczna hipoteza czterech źródeł nie może być utrzymana zdaniem jej przeciwników, jest jednak sposób, w jaki w jej ramach rozumiany jest tekst Jahwisty. Wellhausen uznał J za najstarszy dokument, ponieważ obraz religii, jaki wyłaniał się z tego tekstu, odpowiadał ówczesnym wyobrażeniom na temat religii pierwotnych. Zdaniem dokumentarystów Jahwista miał być skrybą na dworze Salomona (X wiek p.n.e.), który podjął się spisania i ujednolicenia tradycji ustnych, sięgających czasów patriarchów. Społecznym kontekstem dla ukształtowania się i utrwalenia tych tradycji w okresie premonarchicznym miała być według Martina Notha tak zwana amfiktionia izraelicka - związek dwunastu plemion Izraela, skupionych wokół świątyni w Jerozolimie. 
Te założenia mają szereg implikacji, które są niemożliwe do zaakceptowania w świetle współczesnej wiedzy historycznej na temat starożytnego Izraela. Wiemy bowiem, że Jerozolima nie osiągnęła poziomu ekonomicznego niezbędnego dla wykształcenia się klasy zawodowych pisarzy aż do przełomu VIII/VII wieku p.n.e. Hipoteza Notha o amfiktionii izraelickiej nie została potwierdzona przez badania archeologiczne i historyczne, a sama historyczność dwunastu plemion Izraela, podobnie jak zjednoczonego królestwa Salomona i Dawida, są obecnie kwestionowane. Wydaje się, że przed rokiem 622 i reformą Jozjasza nie było uwarunkowań, by wypracować historyczną syntezę, zakładającą jakąś zbiorową tożsamość Izraelitów. Znamienne jest również, że pierwsi prorocy, którzy według dokumentarystów mieli działać po J, nie znają jego wersji dziejów Izraela, w której opowieści o patriarchach i eksodus tworzą jedną, zintegrowaną i sensowną historię. Jednocześnie jest wiele językowych, tematycznych i teologicznych związków między J a literaturą okresu wygnaniowego i późniejszą. Z tego powodu większość współczesnych biblistów umieszcza J w okresie babilońskim, wskazując, że pisał po i w opozycji do D, ale przed P, który zintegrował teologie D i J w jedną.

### Nowe hipotezy
Hipoteza uzupełnień van Setersa
Jest to hipoteza sformułowana przez kanadyjskiego biblistę i historyka, Johna van Setersa. Van Seters widzi proces formowania się Pięcioksięgu jako sukcesywne uzupełnianie podstawowego dokumentu, jakim było deuteronomiczne dzieło historyczne (DtrH) najpierw o suplement historyczny w postaci J (obejmujący historie o początkach, dzieje patriarchów i biografię Mojżesza) a następnie suplement kapłański P. Suplement J nie pochodzi tym samym z epoki królewskiej, lecz z okresu niewoli babilońskiej i powinien być rozumiany jako odpowiedź na teologię deuteronomistyczną. Suplement P jest późniejszy i przynosi teologiczną syntezę D i J. Dokładna charakterystyka źródeł w ramach hipotezy van Setersa przedstawia się następująco:
- Deuteronomium: podobnie jak inni bibliści, van Seters wiąże rdzeń Księgi Powtórzonego Prawa z reformą Jozjasza i uważa, że Księga Powtórzonego Prawa była wstępem do deuteronomistycznego dzieła historycznego (DtrH), napisanego we wczesnym okresie wygnaniowym. Van Seters zwraca też uwagę, że idee deuteronomiczne mogły pojawić się w Judzie wraz z uciekinierami z państwa północnego, podbitego przez Asyrię w 722/1 roku p.n.e. Wskazuje na to brak odniesień do tradycji eksodusu i przymierza u tworzącego na południu proroka Izajasza, gdy tymczasem Hozeasz z północy często nawiązuje do niewoli egipskiej i wędrówki po pustyni, krytykuje nieposłuszeństwo prawu i jako pierwszy wspomina o przymierzu, a także potępia kult Baala i podkreśla konieczność monolatrii Jahwe. Van Seters zwraca również uwagę na liczne podobieństwa strukturalne między Przymierzem z Księgi Powtórzonego Prawa a współczesnymi jej traktatami asyryjskimi.
- Suplement J: w okresie niewoli babilońskiej „Jahwista” tworzy dzieło o charakterze antykwarycznym, obejmujące historie o początkach, dzieje patriarchów oraz biografię Mojżesza. Materiały do swojego dzieła J czerpie z tradycji prorockiej i literatur Lewantu oraz Babilonii, a w przypadku biografii Mojżesza J przekształca też motywy z historii deuteronomistycznej. Jego teologię należy rozumieć w relacji i w opozycji do Deuteronomium i wczesnych proroków wygnaniowych. Inaczej niż w tradycji deuteronomicznej, bóg J nie jest obecny wyłącznie w jerozolimskiej świątyni, od której przebywający w Babilonie Żydzi zostali odcięci, ale towarzyszy Żydom wszędzie, również na wygnaniu w Egipcie. J wprowadza też motyw przymierza boga z Abrahamem i innymi patriarchami: są one bezwarunkowe i unilateralne, a ponieważ miały miejsce przed opisanym przez D przymierzem z Mojżeszem (warunkowym i bilateralnym), są niejako ważniejsze i bardziej fundamentalne. Na gruncie tych wcześniejszych przymierzy może się dokonać redefinicja przebywającego w niewoli narodu żydowskiego, który zyskuje tożsamość etniczną (pochodzenie od Abrahama) w miejsce wyrażonej w tradycji deuteronomicznej tożsamości państwowej.
- Suplement P: powstaje prawdopodobnie w okresie Drugiej Świątyni, być może nawet dopiero pod koniec V wieku p.n.e. Charakterystyka autora P nie odbiega u van Setersa znacząco od tej, którą przyjmują inni bibliści: jest to autor zainteresowany rolą kapłanów i kwestiami kultu, dla którego przedstawia precyzyjne regulacje. Do narracji J wprowadza bardzo wiele elementów etiologicznych, przedstawiając współczesne prawa i instytucje jako rezultaty pewnych wielkich i ważnych wydarzeń w historii: stworzenie świata w 7 dni prowadzi do ustanowienia szabatu, powódź ofiary, przymierze z Abrahamem obrzezania, zaś wspomnieniem rzezi pierworodnych w Egipcie jest pascha. O ile J posługuje się imionami boga dość swobodnie, o tyle P przestrzega pewnej reguły: Elohim używane jest w okresie najwcześniejszym, El Shaddai w narracjach o patriarchach, a Yahwe od momentu ujawnienia imienia boga Mojżeszowi. P dokonuje również teologicznej syntezy J i D, wprowadzając rozbudowane rozważania nad przewinieniem wobec boga i możliwością jego zrekompensowania za pomocą ofiary przebłagalnej. Określa również zasady rytualnej czystości oraz wprowadza inne przepisy, które mają określać żydowskość w sytuacji, kiedy Żydzi pozbawieni są politycznej samodzielności.

Hipoteza Bluma-Albertza
Dojrzała forma tej hipotezy znalazła swój wyraz w publikacji ucznia Rolfa Rendtorffa, Erharda Bluma „Studien zur Komposition des Pentateuch” z 1990 roku. Blum rozwijał idee Rendtorffa i podobnie jak on wykorzystywał metodę historii tradycji Martina Notha i przyjmował jego koncepcję Tetrateuchu. W Tetrateuchu Blum wyodrębnił dwie warstwy kompozycyjne, deuteronomistyczną (KD) i kapłańską (KP). Zdaniem Bluma, obie pochodzą z okresu powygnaniowego i są niezależne (a także późniejsze) od deuteronomistycznego dzieła historycznego. Księgi od Wyjścia do Liczb są kompozycją kapłańską, Księga Rodzaju jest kompozycją deuteronomiczną z kapłańską redakcją. Rozróżnienie między kompozycjami opiera się między innymi na motywie boskiego przymierza i boskiej obietnicy, który został inaczej przedstawiony w opowieści o Mojżeszu, a inaczej w historiach patriarchów – zwrócił na to uwagę już Kurt Galling w 1928 w pracy „Die Erwahlungstraditionen Israels”. Obie te kompozycje wykorzystywały starsze tradycje, istniejące jedynie w formie fragmentarycznych, niepowiązanych ze sobą w większe całości jednostek, wyodrębnionych już przez Rendtorffa. Pięcioksiąg w jego obecnej formie jest rezultatem kompromisu między środowiskiem laickim i kapłańskim. To pierwsze stanowili posiadacze ziemscy z Judei, odwołujący się do tradycji patriarchów i do przymierza (oraz obietnicy ziemi), jakie Bóg zawarł z Abrahamem. Drugie środowisko broniło teologii i prerogatyw rodów kapłańskich związanych z Drugą Świątynią i odwoływało się przede wszystkim do postaci Mojżesza. Kompozycja Deuteronomiczna i Kompozycja Kapłańska to po prostu dwie wersje historii początków Izraela, połączone w jedno (Pięcioksiąg) dopiero pod naciskiem perskim jako oficjalny dokument o charakterze prawnym utworzonej przez Persów prowincji Jehud. Hipoteza Bluma rozwijana była w latach 90. przez takich uczonych jak R. Albertz oraz F. Crüsemann.

## Zwoje Tory (Sefer Tora)

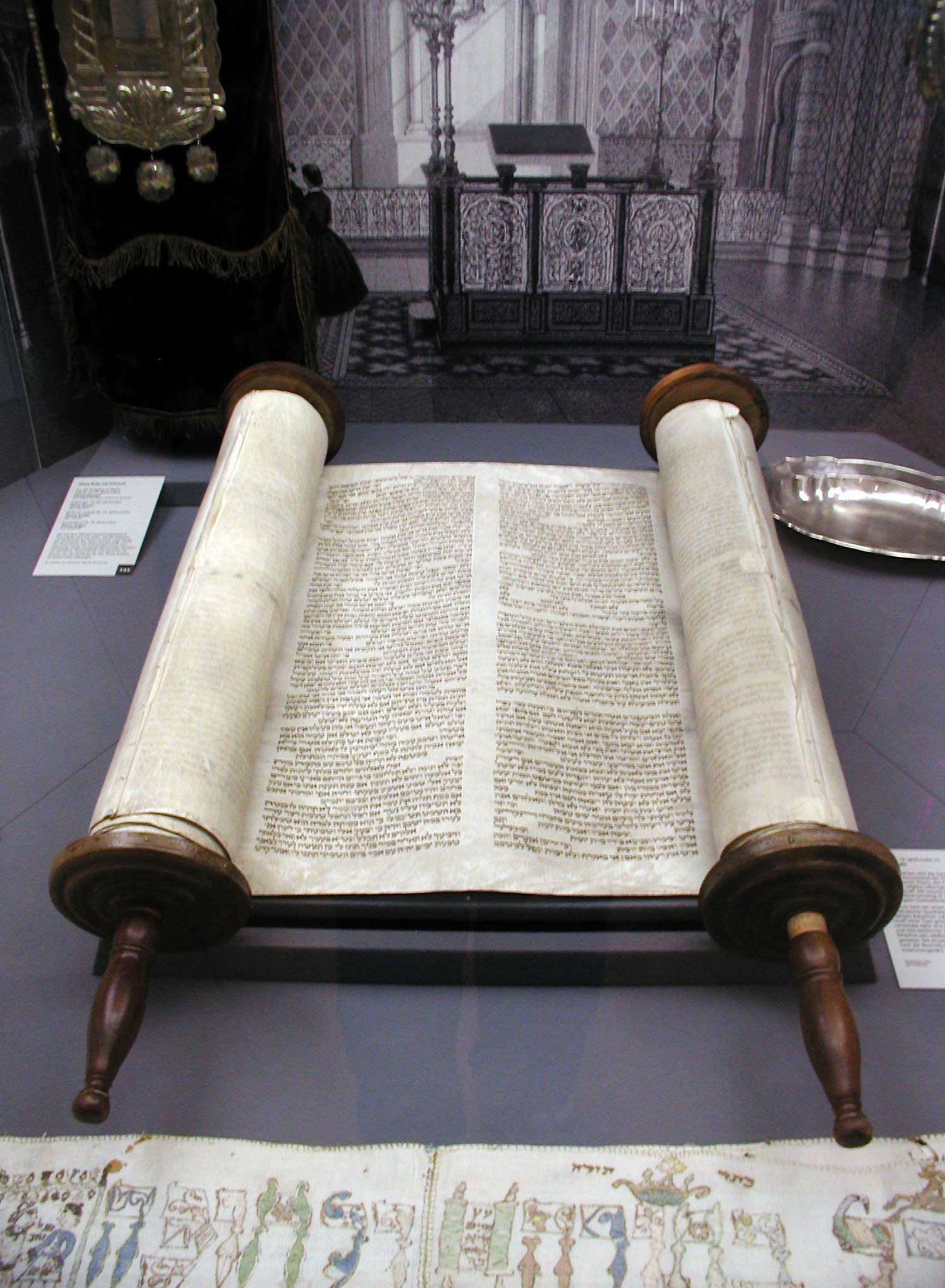
Zwój Tory z synagogi w Kolonii

Tora (Pięcioksiąg) jest spisana ręcznie na białym, wykonanym z jagnięcej skóry zwoju (pergaminu) zwiniętym na dwóch wałkach. Wałki zwane ejc chaim wykonane są często z cennego drewna, a ich części wystające poza pergamin zdobione rzeźbą i inkrustacją. Przechowywana jest bardzo uroczyście, zwinięta i ubrana w tzw. sukienkę (pokrowiec z jedwabiu lub aksamitu), związana bogato haftowaną wstęgą, ukoronowana. Składana jest w Aron ha-kodesz, specjalnej, zasłoniętej szafie w synagodze.
Tora stanowi samo centrum życia żydowskiego. Na niej opiera się cały system modlitw. Wszelkie poczynania religijnego żyda są uwarunkowane nakazami i zakazami zawartymi w Torze. W synagodze Tora jest czytana na bimie w rytmie rocznym. Torze jest poświęcone specjalne święto, Simchat Tora, podczas którego religijni żydzi tańczą z radości z Torą w ramionach.
Najstarszym zachowanym hebrajskim zwojem Tory jest Zwój 2 przechowywany w bibliotece uniwersyteckiej w Bolonii. Pochodzi on z lat 1155–1255 n.e.

## Tora ustna
Zwana również miszną. Cała tradycja ustna stanowiąca uzupełnienie Tory pisanej. Składa się z dodatków i komentarzy (midraszy), przepisów prawnych (halachy) oraz przypowieści i legend objaśniających (Haggady). Tora ustna zawiera całą żydowską tradycję religijną i jest nierozłączna z Torą pisaną.

## Tora w teologii chrześcijańskiej
Pięcioksiąg dla chrześcijan stanowi słowo Boże, przedstawiające dzieje relacji człowieka z Bogiem; zwłaszcza przymierzy zawartych z patriarchami, zapowiadających Nowe Przymierze. Podejście chrześcijan do Prawa Starego Przymierza jest zróżnicowane. Część chrześcijan uważa, że są zwolnieni od ścisłych przepisów prawa Tory, danych wyłącznie Żydom, poprzez wypełnienie się Starego Testamentu przyjściem Mesjasza, ale nie od nauk moralnych i religijnych zawartych w Dekalogu. Natomiast pozostali uważają, że skoro cała Tora dotyczy tylko Żydów, a Dekalog jest częścią Tory, to chrześcijan obowiązują tylko przykazania Nowego Przymierza nadane przez Jezusa, a Dekalog jest tylko drogowskazem moralnym.